# Andelaroche
Andelaroche település Franciaországban, Allier megyében. Lakosainak száma 217 fő (2022. január 1.). Andelaroche Barrais-Bussolles, Droiturier, Loddes, Montaiguët-en-Forez, Saint-Pierre-Laval és Saint-Martin-d’Estréaux községekkel határos.

## Népesség
A település népességének változása:
| Lakosok száma | 371  | 300  | 288  | 280  | 265  | 260  | 258  | 253  | 241  | 217  |
|               | 1968 | 1982 | 1990 | 2006 | 2013 | 2015 | 2017 | 2019 | 2020 | 2022 |